# Одунища (община)
Одунища (на албански: Komuna Udënisht) е бивша община в Албания, Окръг Поградец, област Корча. В 2015 година е слята с община Поградец.
Общината обхваща 6 села. Намира се в югоизточната част на страната югозападно от Охридското езеро, до границата със Северна Македония. Центърът ѝ е в едноименното село Одунища (Удънищ). Общината има население от албанци мюсюлмани.